# Église Santa Caterina da Siena
L'église Santa Caterina da Siena (en français : église Sainte-Catherine-de-Sienne) est une église romaine située dans le quartier Appio-Latino sur la via Latina. Elle est dédiée à Catherine de Sienne.

## Historique
L'église est consacrée église paroissiale le 2 juin 1971 avec le décret Quotidianis curis du cardinal Angelo Dell'Acqua. Le pape Jean-Paul II y fait une visite pastorale le 10 octobre 1999.
L'église est également incluse dans un centre de santé privé nommé Clinica Mater Misericordiae.

## Architecture

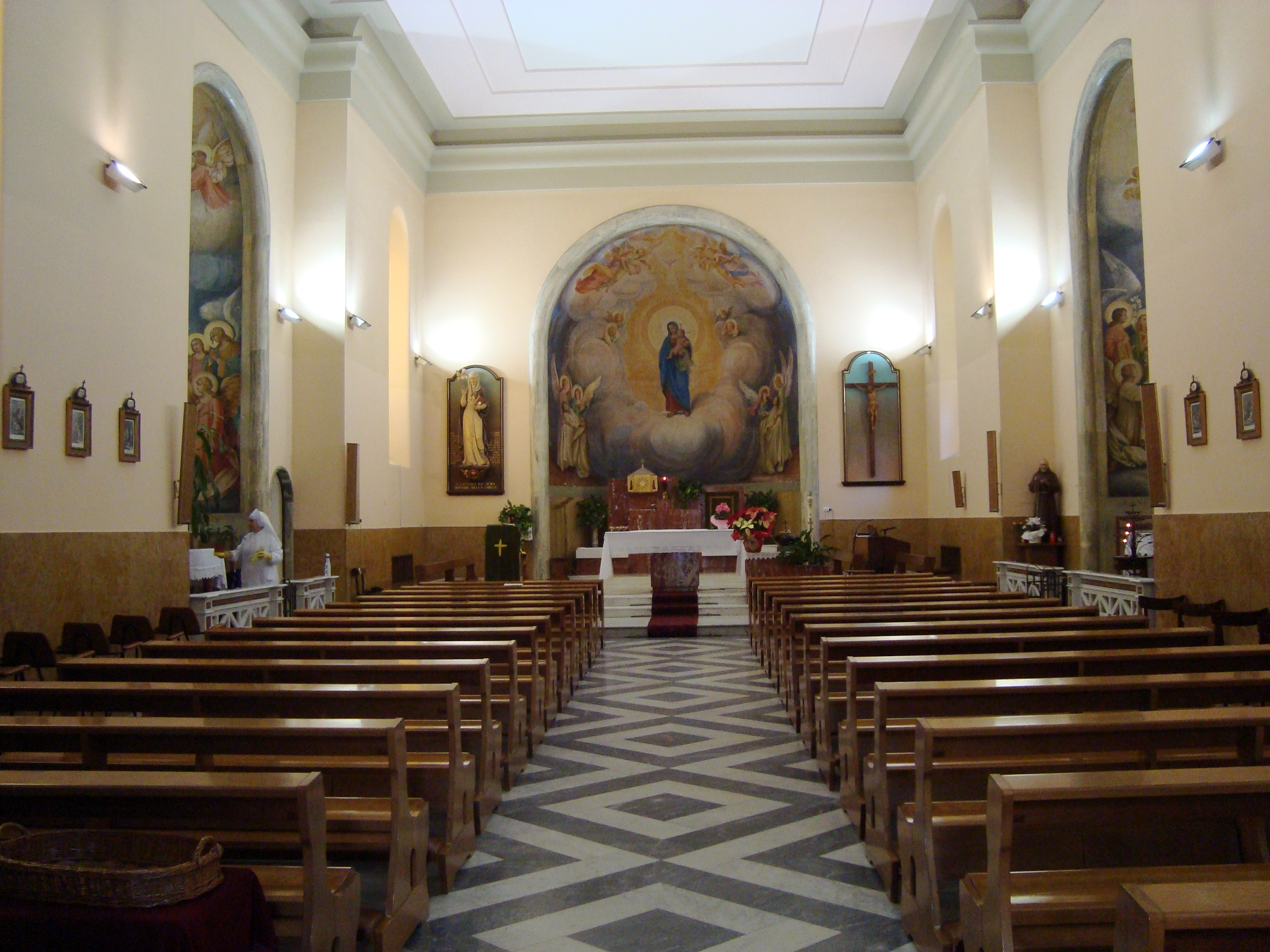
Intérieur de l'église.